# Ağabəyli (Ağsu)
Ağabəyli è un comune dell'Azerbaigian situato nel distretto di Ağsu. Conta una popolazione di 528 abitanti.